# Massicelle

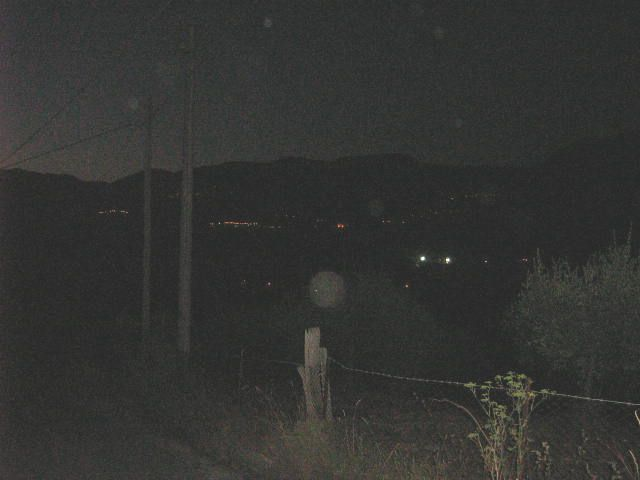
Tramonto a Massicelle. Sullo sfondo la valle del Lambro, Futani e Cuccaro Vetere

Massicelle (I Massicedde in dialetto locale) è una frazione del comune di Montano Antilia, in provincia di Salerno, ricompresa nel Parco nazionale del Cilento e Vallo di Diano. Al 2007 contava circa 601 abitanti.

## Storia
Si hanno notizie dell’esistenza di un piccolo insediamento presente già nel periodo greco – bizantino. Questo insediamento era situato lungo il percorso della Via del Sale. Il paese sorse in seguito, per l’insediamento di antiche popolazioni nelle zone interne, durante le razzie e le invasioni dei popoli nemici dell’Impero Romano. Nel complesso sistema organizzativo medievale Massicelle faceva parte dello Stato di Cuccaro, che a sua volta, con altre università, era compreso nella Baronia di Novi. Favorita dall’amenità del clima, l’agricoltura fiorì, e lentamente i mansi, cioè i piccoli villaggi di cui era composto Massicelle, divennero sei Casali.
La località si costituì in comune, assieme con Abatemarco e Montano Antilia, nel 1811. Nel 1828 vi ebbero luogo diverse esecuzioni capitali per fermare i moti della Carboneria. Così come per altre località del Mezzogiorno, fra la fine del XIX e l'inizio del XX secolo, fu interessata da un massiccio fenomeno di emigrazione, che si indirizzò principalmente verso il Sudamerica. 

## Geografia fisica

### Posizione
Massicelle sorge nel Cilento meridionale e l'abitato è attraversato dal fiume Lambro. Si trova in una zona collinare alle pendici del Monte Antilia (1.316 m), non lontana dal Monte Scuro (1.610 m) e dal Gelbison (1.705 m). L'abitato è situato fra la strada statale 447a e la variante della SS 18 e dista 3,4 km da Futani, 4 da Abatemarco, 7,7 da Montano Antilia, 7,5 da Foria (fraz. di Centola), 18 da Vallo della Lucania, circa 20 da Palinuro e 103 da Salerno.

### Suddivisione
La frazione si suddivide in 8 contrade (casali): Carputi, Carosiello, Caprarizzi, Centopelli, Ciardella, Limonti, Massicella e Montemauro. L'abitato principale sorge a  nord ed è composto da 7 delle 8 contrade, che si dipartono dalla centrale Massicella che dà il nome al paese. Esso comprende, a nord-est, anche le piccole località di Scirocco (presso Limonti ed il cimitero), Serre e Pantana Zica (a ridosso di una valle di oliveti). A sud, più distaccata e separata dal resto del paese da un vallone, sorge la contrada Centopelli, che comprende la piccola località dei Ciaoli.

## Cultura
La chiesa più importante del paese è la parrocchiale di "Santa Maria Lauretana", dedicata a Santa Irene, principale monumento del paese e risalente al 1478. Fra le manifestazioni culturali di un certo rilievo, Massicelle è la sede del "Festival internazionale del Gioco e del Giocattolo di tradizione"; nonché del Museo omonimo.

## Infrastrutture e trasporti
Dall'estate del 2006 la strada a scorrimento veloce Salerno-Battipaglia-Paestum-Agropoli-Vallo della Lucania-Palinuro-Policastro-Sapri, variante della SS 18, è stata prolungata dal vicino svincolo di Futani fino a Policastro. Con l'apertura dello svincolo "Massicelle-Montano Antilia", nei pressi del cimitero, la frazione ha ottenuto un rapido collegamento stradale coi principali centri e le località balneari cilentane, oltre che col capoluogo.